# Okup pańszczyźniany
Okup pańszczyźniany – urzędowa zamiana pańszczyzny na opłaty pieniężne, traktowana jako wstęp do oczynszowania chłopów.
Okup wprowadzono rozporządzeniem cara Aleksandra II z dnia 16 maja 1861 w związku z buntami chłopskimi. Okup pańszczyźniany popierał Aleksander Wielopolski. Ukaz carski o okupie nie obejmował gospodarstw poniżej 3 morgów i nie dotyczył osad wcześniej oczynszowanych. Ponieważ okup ustalono na bardzo wysokim poziomie, co było korzystne dla szlachty a niekorzystne dla chłopów, jesienią 1861 wybuchła nowa fala oporu chłopskiego. W czasie uwłaszczenia chłopów w Królestwie Polskim w 1864 rząd carski obniżył okup i zamienił go na podatek gruntowy.